# Wincenty Đỗ Yến
Św. Wincenty Đỗ Yến (wiet. Vinh-Sơn Đỗ Yến) (ur. ok. 1764 r. w Trà Lũ, prowincja Nam Định w Wietnamie – zm. 30 czerwca 1838 r. w Hải Dương w Wietnamie) – dominikanin, męczennik, święty Kościoła katolickiego.
Wincenty Đỗ Yến urodził się w Trà Lũ, prowincja Nam Định w 1764 r. W 1798 przyjął święcenia kapłańskie z rąk biskupa Delgado. Habit dominikański otrzymał 22 lipca 1807 r. Został uwięziony 8 czerwca 1838 r. Mandaryn przewodzący sądowi chciał go ocalić i w związku z tym zaproponował, żeby Wincenty Đỗ Yến stwierdził, że jest lekarzem a nie księdzem. Wincenty Đỗ Yến nie zgodził się na to. Został ścięty 30 czerwca 1838 r.
Dzień wspomnienia: 24 listopada w grupie 117 męczenników wietnamskich.
Beatyfikowany 27 maja 1900 r. przez Leona XIII. Kanonizowany przez Jana Pawła II 19 czerwca 1988 r. w grupie 117 męczenników wietnamskich.